# (9652) 1996 AF2
A (9652) 1996 AF2 a Naprendszer kisbolygóövében található aszteroida. Ueda Szeidzsi és Kaneda Hirosi fedezte fel 1996. január 12-én.